# Tillandsia paleacea
Tillandsia paleacea är en gräsväxtart som beskrevs av Karel Presl. Tillandsia paleacea ingår i släktet Tillandsia och familjen Bromeliaceae. Inga underarter finns listade i Catalogue of Life.

## Bildgalleri

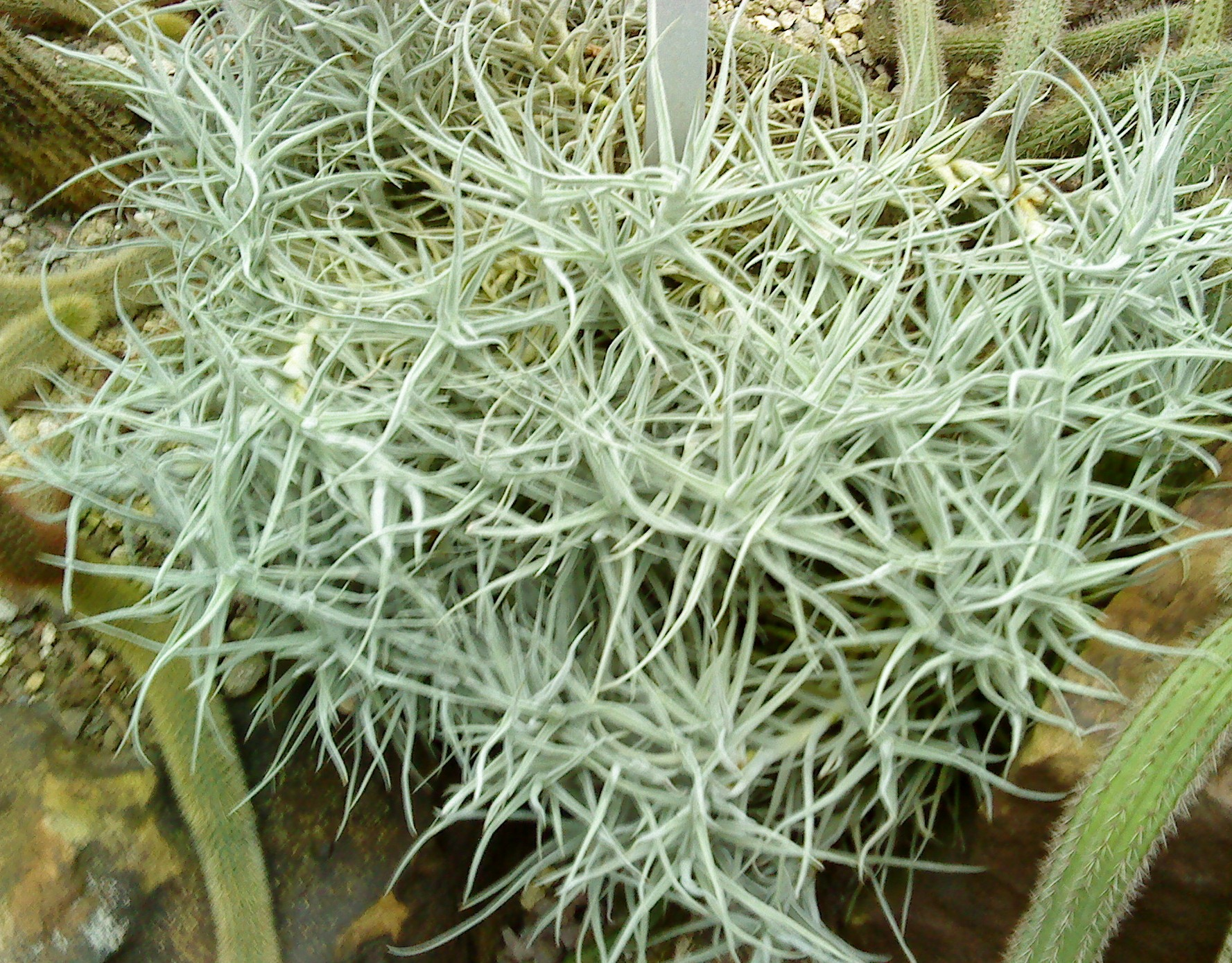